# Petite Amie (film)
Pour les articles homonymes, voir Petite amie (homonymie) et Blush.
Pour plus de détails, voir Fiche technique et Distribution.
Petite Amie (Barash ; titre international, Blush) est un film israélien de 2015 écrit et réalisé par Michal Vinik.

## Synopsis
Naama Barash a 17 ans et ses hobbies incluent l'alcool, les drogues et des amis qui partagent les mêmes idées.
Ses activités sont une échappatoire, car ses parents se disputent souvent et en plus, sa sœur a disparu.
Naama rencontre une nouvelle étudiante à l'école et en tombe amoureuse.

## Fiche technique
- Titre original : Barash
- Titre français : Petite Amie
- Titre international : Blush
- Réalisation : Michal Vinik
- Scénario : Michal Vinik
- Producteur : Ayelet Kait, Amir Harel
- Production : Israel Film Fund, Lama Hafakot and Metro Tikshoret, Mifal Hapais
- Musique : Daphna Keenan
- Pays d'origine :  Israël
- Langue d'origine : hébreu, arabe
- Lieux de tournage :
- Genre : Comédie dramatique, romance saphique
- Durée : 85 minutes (1 h 25)
- Date de sortie :
  -  Espagne 20 septembre 2015 au Festival international du film de Saint-Sébastien
  -  Islande 26 septembre 2015 au Reykjavík International Film Festival
  -  Pologne 9 octobre 2015 au Festival international du film de Varsovie
  -  États-Unis 22 octobre 2015 au Festival international du film de Chicago
  -  France 2 août 2017, sortie cinéma

## Distribution
- Sivan Noam Shimon : Naaama Barash
- Hadas Jade Sakori : Dana Hershko
- Dvir Benedek : Gidon Barash
- Amit Muchtar : Dudu Barash
- Irit Pashtan : Michel Barash
- Bar Ben Vakil : Liora Barash
- Reut Akkerman : Dracula
- Koral Bosidon : Yifat
- Hila Gozlan : Iris
- Einav Levi : Lili
- Oleg Rodovilski : Oleg